# Steven Nador
Steven Folly Nador (Krefeld, Alemania; 23 de junio de 2002) es un futbolista togolés nacido en Alemania. Juega de defensa y su equipo actual es el SPAL de la Serie C de Italia. Es internacional absoluto por la selección de Togo desde 2022.

## Trayectoria
Nador entró a las inferiores del ChievoVerona en 2021 proveniente del Lille, sin embargo con la quiebra del club se incorporó a las juveniles del SPAL.
Debutó en el primer equipo del SPAL el 6 de noviembre de 2021 ante el Cremonese por la Serie B. El 1 de septiembre de 2022, Nador fue cedido al Montevarchi Aquila de la Serie C.

## Selección nacional
Nacido en Alemania, Nador creció en Francia y es descendiente togolés.
Debutó con la selección de Togo el 24 de septiembre de 2022 ante Costa de Marfil.

## Clubes
| Club                          | País   | Año           |
| ----------------------------- | ------ | ------------- |
| SPAL                          | Italia | 2021-presente |
| Montevarchi Aquila (préstamo) | Italia | 2022-2023     |
| US Ancona (préstamo)          | Italia | 2023          |